# Chiesa di Santa Maria degli Angeli e convento francescano
La chiesa di Santa Maria degli Angeli e il convento francescano a Grodno (in bielorusso: Касцёл Маці Божай Анёльскай і кляштар францысканцаў, in polacco: Kościół Matki Bożej Anielskiej i klasztor franciszkanów) – il complesso francescano, situato sulla riva sinistra del fiume Nëman. La chiesa e il monastero sono oggi uno dei monumenti dell'architettura urbana di Grodno del XVII secolo.

## Storia
Il fondatore della chiesa e il convento fu Eustachio Kurcz, capitano di Upitne, insieme con la sua moglie Susanna Tyszkiewicz. La chiesa, dedicata alla Madonna degli Angeli, fu consacrata nel novembre 1744. Nello stesso anno presso la chiesa francescana fu istituita una parrocchia. Tra il 1749 e il 1750 accanto alla chiesa fu costruito un campanile quadrilatero, in cui erano appese tre campane e un orologio. A metà del XVIII sec. fu installato un organo nello stile tardo barocco.
Il convento rimase per molti anni il sede di numerosi capitoli provinciali francescani. Durante le spartizioni della Polonia (1795-1918) la parrocchia fu soppressa mentre i frati furono espulsi. Dopo l'insurrezione di gennaio (1863-1864), il monastero servì per molti anni (fino a 1919) come una prigione per sacerdoti e monaci polacchi, mentre la chiesa fu trasformata dal governo russo in un archivio pubblico.
Dal 1922 al 1927 san Massimiliano Maria Kolbe lavorò a Grodno, sviluppando attività editoriale e stampando la rivista mensile Cavaliere dell'Immacolata. Nel 1930 nel tempio furono installate vetrate colorate. Dopo la seconda guerra mondiale il convento fu nuovamente soppresso e trasformato in un ospedale, mentre la chiesa per qualche tempo, fu servita dai sacerdoti diocesani.

## Oggi
Nel 1989 i francescani della provincia di Varsavia tornarono alla sua chiesa e ripresero diverse attività conventuali e pastorali. Nel 1994 a Grodno si tenne una celebrazione internazionale in occasione del 100º anniversario della nascita di san Massimiliano Kolbe, che vi aveva lavorato per 5 anni, portando avanti un'attività editoriale e pastorale.
A metà del 2020 è stata aperta all'uso dei parrocchiani una nuova cappella di adorazione, situata nel campanile adiacente alla chiesa e dedicata al servo di Dio, padre Melchior Fordon. Questa cappella è diventata un luogo di preghiera e contemplazione per i fedeli. La chiesa è anche il luogo degli ordinazioni sacerdotali dei frati francescani, provenienti dalla regione di Grodno. Per la festa annuale di Santa Maria degli Angeli, celebrata il 2 agosto, vengono molti fedeli sia dalla città stessa che dai dintori.

## Galleria d'immagini

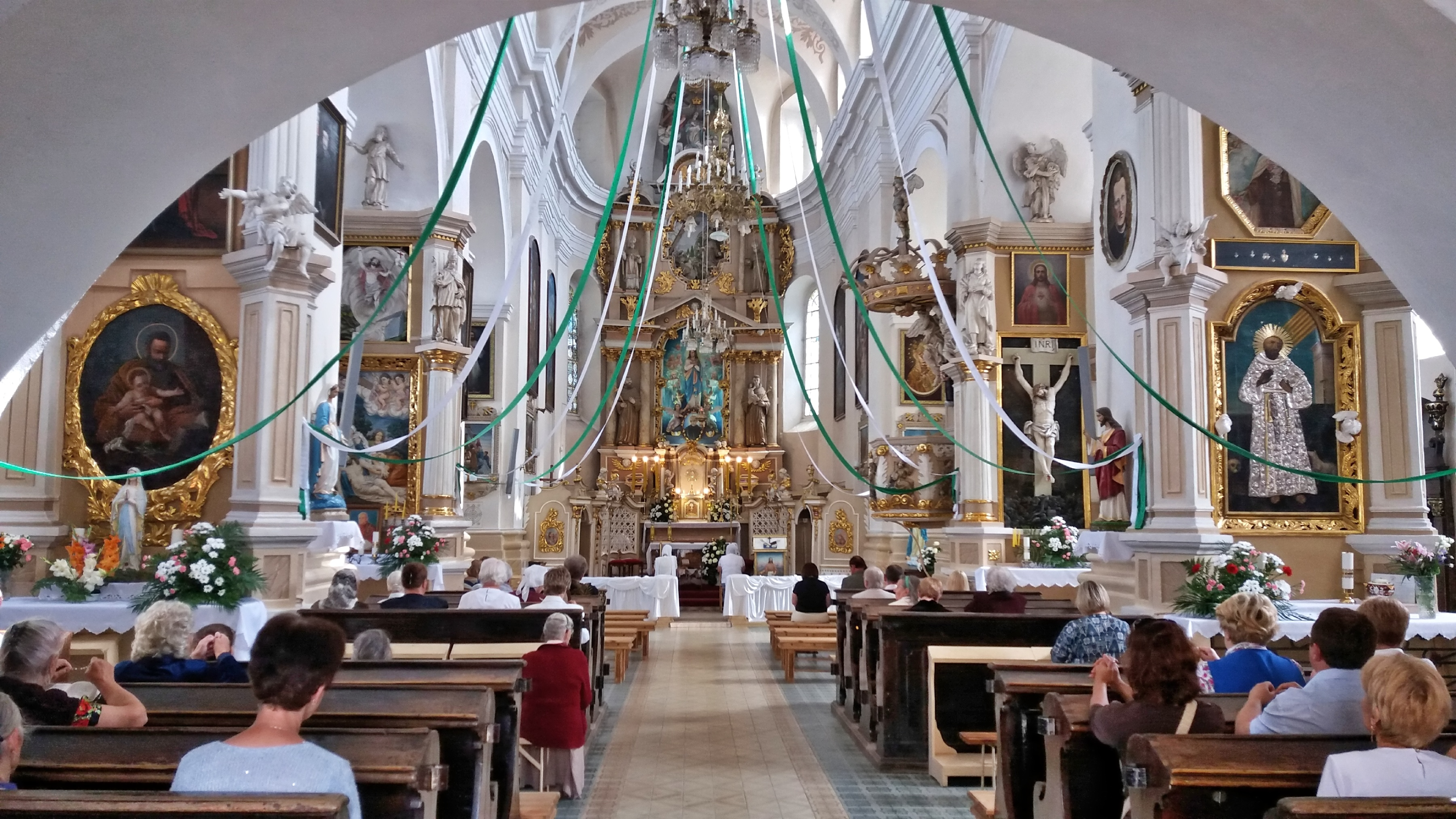
Fedeli in preghiera
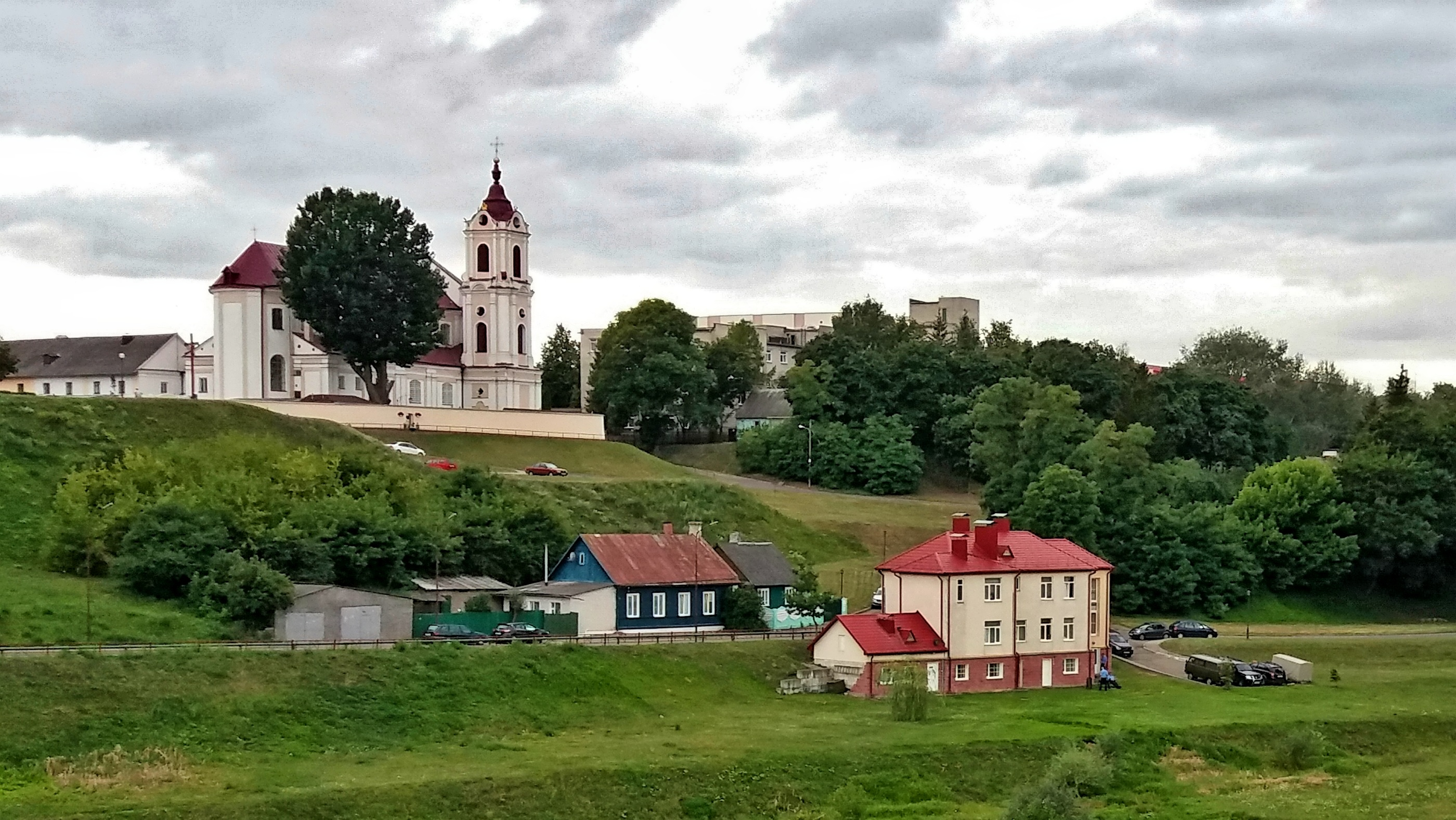
Veduta panoramica
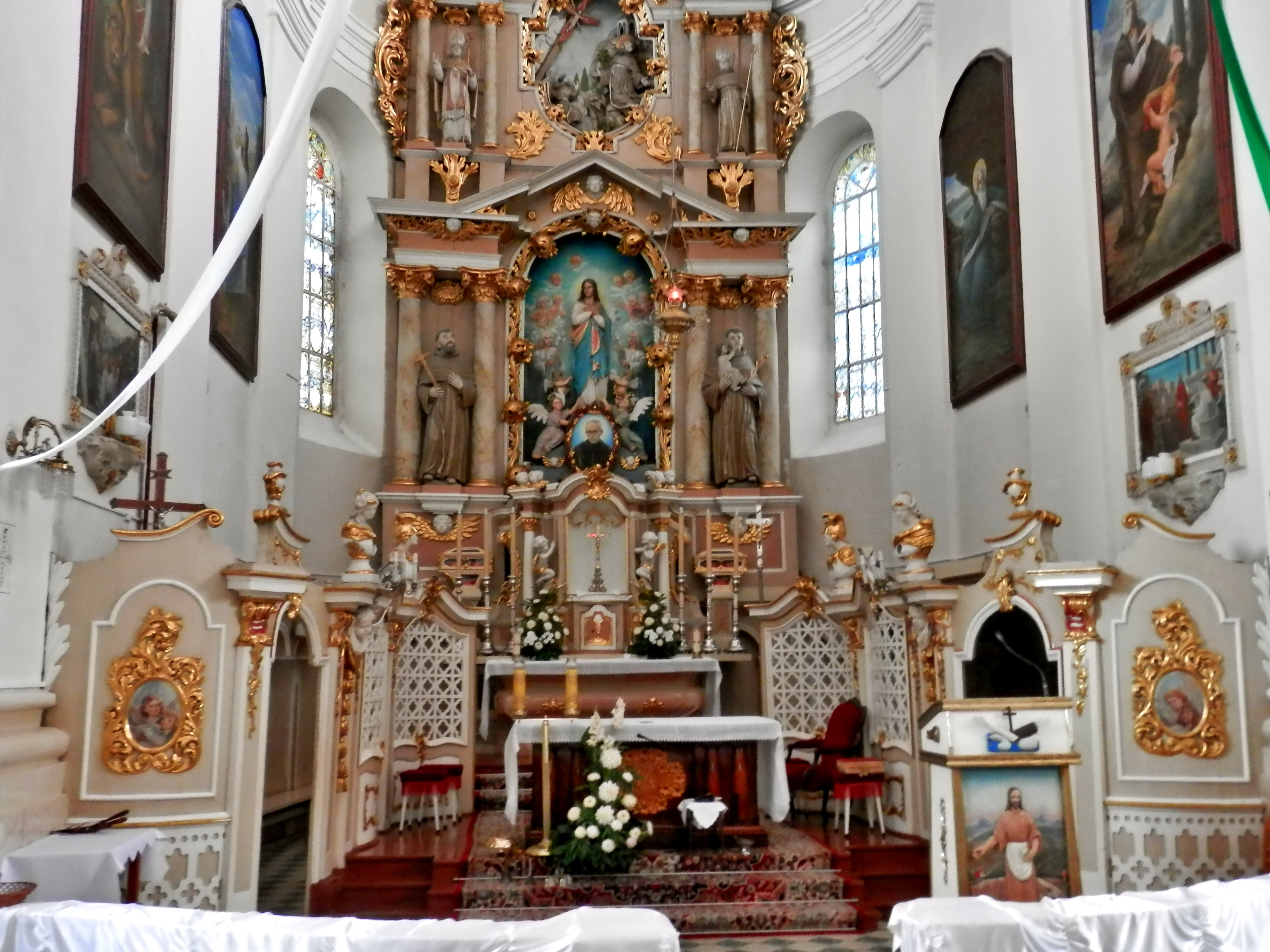
Altare principale
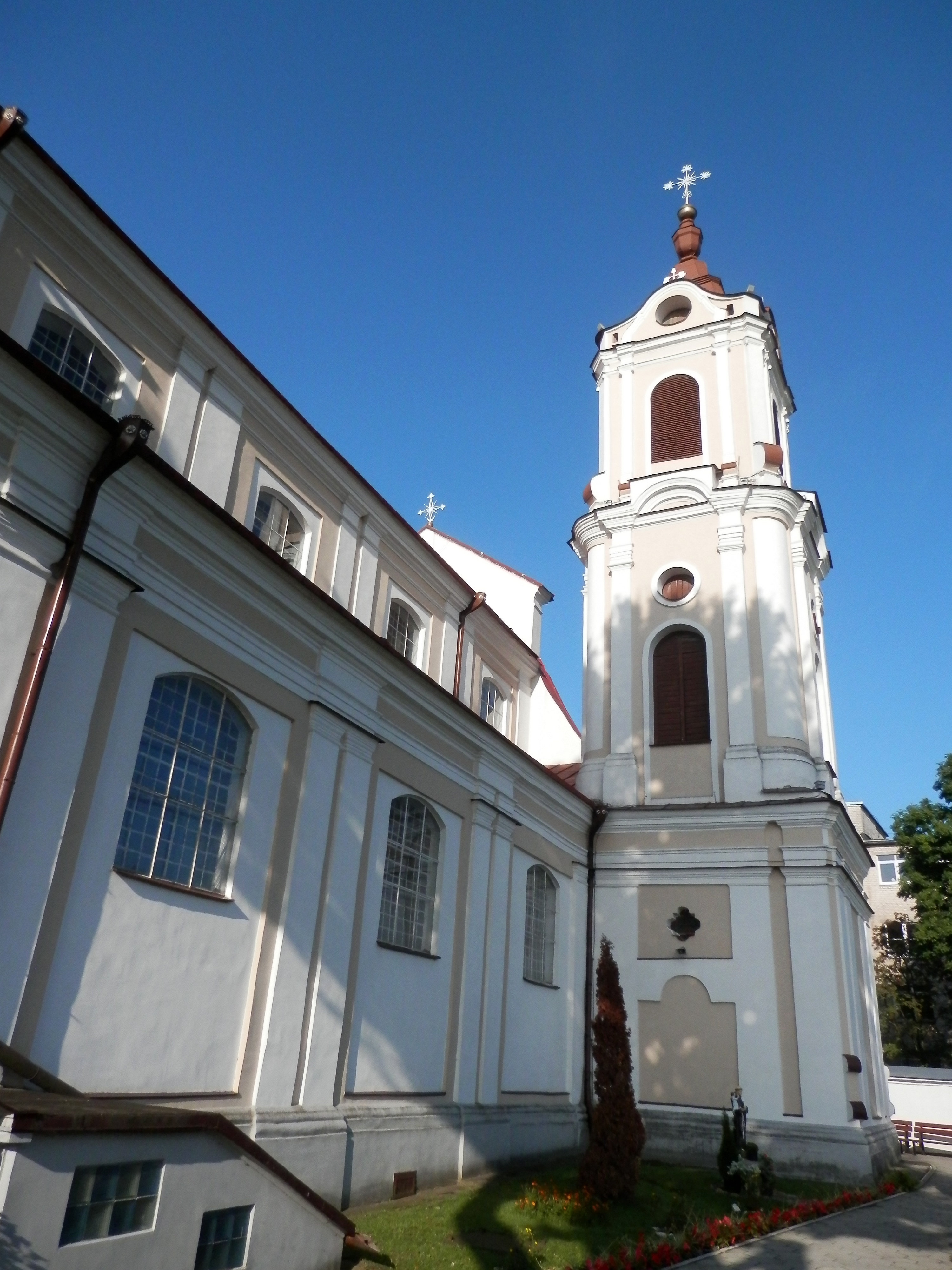
Campanile della chiesa